# Dąbrowa Lipowska
Dąbrowa Lipowska – kolonia w Polsce położona w województwie łódzkim, w powiecie radomszczańskim, w gminie Masłowice.
W latach 1975–1998 miejscowość administracyjnie należała do województwa piotrkowskiego.